# Rocky Hill (New Jersey)
Rocky Hill ist eine Stadt im Somerset County, New Jersey, USA. Das U.S. Census Bureau ermittelte bei der Volkszählung 2020 eine Einwohnerzahl von 743.

## Geographie
Die geographischen Koordinaten der Stadt sind 40°24'1" nördliche Breite und 74°38'20" westliche Länge.
Nach den Angaben des United States Census Bureaus hat die Stadt eine Gesamtfläche von 1,7 km2, wobei keine Wasserflächen miteinberechnet sind.

## Demographie
Nach der Volkszählung von 2000 gibt es 662 Menschen, 284 Haushalte und 189 Familien in der Stadt. Die Bevölkerungsdichte beträgt 381,5 Einwohner pro km2. 95,17 % der Bevölkerung sind Weiße, 1,36 % Afroamerikaner, 0,00 % amerikanische Ureinwohner, 0,45 % Asiaten, 0,60 % pazifische Insulaner, 0,91 % anderer Herkunft und 1,51 % Mischlinge. 3,93 % sind Latinos unterschiedlicher Abstammung.
Von den 284 Haushalten haben 24,3 % Kinder unter 18 Jahre. 60,9 % davon sind verheiratete, zusammenlebende Paare, 4,9 % sind alleinerziehende Mütter, 33,1 % sind keine Familien, 27,8 % bestehen aus Singlehaushalten und in 12,7 % Menschen sind älter als 65. Die Durchschnittshaushaltsgröße beträgt 2,33, die Durchschnittsfamiliengröße 2,82.
20,2 % der Bevölkerung sind unter 18 Jahre alt, 3,3 % zwischen 18 und 24, 28,1 % zwischen 25 und 44, 31,1 % zwischen 45 und 64, 17,2 % älter als 65. Das Durchschnittsalter beträgt 44 Jahre. Das Verhältnis Frauen zu Männer beträgt 100:98,2, für Menschen älter als 18 Jahre beträgt das Verhältnis 100:95,6.
Das jährliche Durchschnittseinkommen der Haushalte beträgt 79.469 USD, das Durchschnittseinkommen der Familien 100.314 USD. Männer haben ein Durchschnittseinkommen von 54.375 USD, Frauen 50.357 USD. Der Prokopfeinkommen der Stadt beträgt 48.357 USD. 2,7 % der Bevölkerung und 2,5 % der Familien leben unterhalb der Armutsgrenze, davon sind 1,8 % Kinder oder Jugendliche jünger als 18 Jahre und 5,3 % der Menschen sind älter als 65.